# Belohina
Belohina inexpectata é uma espécie de besouro polyphagan e o único membro da família Belohinidae. É endêmico ao sul de Madagáscar. Apenas alguns espécimes desta espécie são conhecidos.